# Городское поселение Пойковский
Городское поселе́ние Пойковский — муниципальное образование в Нефтеюганском районе Ханты-Мансийского автономного округа Российской Федерации.
Административный центр — посёлок городского типа Пойковский.

## История
Статус и границы городского поселения установлены Законом Ханты-Мансийского автономного округа - Югры от 25 ноября 2004 года № 63-оз «О статусе и границах муниципальных образований Ханты-Мансийского автономного округа - Югры»

## Население
| 2009    | 2010    | 2012    | 2013    | 2014    | 2015    | 2016    |
| ------- | ------- | ------- | ------- | ------- | ------- | ------- |
| 29 894  | ↘25 594 | ↗25 872 | ↗26 021 | ↘26 008 | ↗26 168 | ↗26 284 |
| 2017    | 2018    | 2019    | 2020    | 2021    |         |         |
| ↗26 436 | ↘26 364 | ↘26 163 | ↗26 328 | ↘24 440 |         |         |

## Состав городского поселения
| № | Населённый пункт | Тип населённого пункта      | Население |
| - | ---------------- | --------------------------- | --------- |
| 1 | Пойковский       | пгт, административный центр | ↘24 440   |